# Aladár Olgyay
Aladár Olgyay (Budapest, 1910-Princeton (Nueva Jersey), 1964) fue un arquitecto racionalista húngaro. Trabajó asociado a su hermano gemelo Viktor Olgyay.

## Trayectoria
Con una trayectoria indisoluble de su hermano, juntos estudiaron en la Universidad Técnica de Budapest, donde se titularon en 1934. Tras ganar el Premio de Roma, residieron dos años en Italia y, poco después, recorrieron Europa occidental. Más tarde pasaron una estancia de un año en la Universidad de Columbia de Nueva York. En 1938 abrieron un estudio en Budapest.
Sus primeras obras denotan la influencia de Le Corbusier y el racionalismo italiano, como se vislumbra en el edificio de viviendas de la calle Városmajor en Budapest (1940) y en el complejo de la fábrica de chocolate Stühmer en Budapest (1941), uno de los primeros edificios industriales concebidos con estrictos criterios funcionalistas de aprovechamiento de la luz solar y la calefacción. Para el Ayuntamiento de Budapest construyeron una serie de viviendas de alquiler social en la calle Hamzsabégi de la capital húngara (1941).
En 1947 emigraron a Estados Unidos, donde se dedicaron a la docencia y a la investigación sobre climatología arquitectónica.